# Trebča vas
Trebča vas – wieś w Słowenii, w gminie Žužemberk. W 2018 roku liczyła 82 mieszkańców.